# دوادارشینی
دِوادارشینی (تامیلی: தேவதர்சினி؛ زادهٔ ۱ ژانویهٔ ۱۹۷۵) یک هنرپیشه اهل هند است.
از فیلم‌ها یا برنامه‌های تلویزیونی که وی در آن نقش داشته است می‌توان به کانچانا ۲، مونی ۲، روبات، مگس، در سن ۳۶ سالگی، مرد عدالت، بیگیل، ۹۶، ساگونی، ترس، ساروجا، من ۲۰ ساله، تو ۱۸ ساله، خدای عشق ۲، برای محافظت، تو باید با آتیش کار کنی کومار، نیزه، بی‌سواد، آتش زیبا، باگاماتی و فرستنده اشاره کرد.